# Dichagyris albida
Dichagyris albida là một loài bướm đêm trong họ Noctuidae.